# ヒラマツ・ミノル
ヒラマツ・ミノルは、日本の漫画家。男性。岡山県出身。

## 経歴
- 1991年、「モーニング」に掲載された『REGGIE』（GUY JEANS原作）で連載デビュー。
- 2001年に「ビッグコミックオリジナル」で発表された『キングオブキャッチャー』以降は主な活動の舞台を小学館に移している。
- 2006年、「ビッグコミックスピリッツ」連載のプロレス漫画『アグネス仮面』を終了。11月より2008年11月まで同雑誌にて『毎月父さん』を月1回連載。
- 2009年、初の少年誌掲載作品となる『アサギロ 〜浅葱狼〜』を「ゲッサン」にて連載中[2]。

## 作風
プロ野球、社会人バレーボール（女子）、プロレスとプロまたは社会人のスポーツを題材とした作品がほとんどであり、太い描線の力強い画風と小細工のない力勝負のストーリー展開が特徴。レジー連載の初期はアメコミ色が強かったが、次第にそれが薄れて独自の画風になっていった。

## 作品

### 連載
- REGGIE（原作：GUY JEANS、モーニング1991年 - 1994年、講談社）
- ヨリが跳ぶ（モーニング1994年51号 - 1999年40号、講談社）
  - 『ヨリが跳ぶ 始動篇』 全4巻（宙出版　∞COMIC 2007年-2008年）
- アグネス仮面（ビッグコミックスピリッツ2001年26号 - 2006年31号、小学館）
- 最強ロマン派 毎月父さん（ビッグコミックスピリッツ2006年49号 - 2008年52号、月1連載、小学館）
- アサギロ 〜浅葱狼〜（ゲッサン2009年6月号 - 連載中、小学館）

### 主な読切
- 命の恩人（モーニング2000年26号・27号、講談社）
- キングオブキャッチャー（ビッグコミックオリジナル2000年9月5日号・9月20日号、小学館）
- ライバル 球界の常識（ビッグコミックスピリッツCasual2008年9月11日号、小学館）
- 雑談 新撰組!（ゲッサン2009年6月号別冊付録、小学館）